# Santa Fé do Sul
Pour les articles homonymes, voir Santa Fe.
Santa Fé do Sul est une municipalité brésilienne de l'État de São Paulo et la Microrégion de Jales, située à proximité des limites des États du Minas Gerais et du Mato Grosso do Sul, dans le bassin du rio Paraná.
La colonisation de la ville a débuté avec l'arrivée des employés de la CAIC, Companhia Agrícola de Imigração e Colonização (Compagnie Agricole d'immigration et de Colonisation), qui vinrent travailler à l'extension de l'ancienne voie ferrée Araraquarense, considérée comme la meilleure d'Amérique du Sud, et qui restèrent sur place, enchantée par la douceur de l'endroit.
La fondation officielle de la ville a eu lieu le 24 juin 1948, lors de la première messe célébrée par le Frère (Frei) Canuto sur la place où se trouve aujourd'hui l'Église da Matriz de Santa Fé do Sul. Son fondateur fut Hélio de Oliveira. Son émancipation politique (municipalité indépendante) eut lieu le 24 juin 1953.

## Histoire
En 1920, le major anglais John Byac Paget, dont on disait qu'il représentait les intérêts d'une compagnie pétrolière qui serait intéressé par la région à cause des caractéristiques qu'aurait le bassin du rio Paraná démontrant qu'il y aurait des sources de pétrole, acheta 32 000 alqueires (1 alq.= 4,48 ha) de l'ancienne Fazenda São José da Ponte Pensa. La zone était la plus au nord de l'État de São Paulo, à la limite du Minas Gerais et du Mato Grosso do Sul.
Pour se garantir la propriété de la terre, le major, qui n'était jamais venu au Brésil, y installa 79 familles. Mais, en 1946, quand fut promulguée la nouvelle Constitution, il fut établi que le sous-sol était propriété de la République Fédérative du Brésil. La même année, la CAIC, qui connaissait les projets d'extension de la vieille Estrada de Ferro Araraquarense (EFA - Chemin de Fer d'Araraquara), qui était d'arriver sur les rives du rio Paraná et continuer ensuite en direction de Cuiabá, acheta la propriété. La CAIC ouvrit une route pour le cheminement du bétail jusqu'au fleuve, à Porto Taboado, de l'autre côté de celui-ci, dans le Mato Grosso. Une étude géo-économique de la région était réalisée dans le même temps.
Avec la crise économique d'après-guerre, les directeurs de l'EFA, préoccupés du paiement des intérêts des actionnaires, achetèrent les 30 000 alqueires de la CAIC et divisèrent la propriété en petits lots qu'ils vendirent. Ils cadastrèrent 600 alqueires, dont 100 pour la création d'une ville et le reste pour l'installation de petites propriétés. L'objectif était de peupler la région de petits fermiers qui produiraient de quoi alimenter en marchandises le chemin de fer, ce qui permettrait la continuation des profits de la compagnie. Une fois la végétation défrichée, en septembre 1946, les premières rues furent tracées et Salvador Martins, un espagnol, y construit la première maison, où il établira un commerce. Moins de deux ans plus tard, le 24 juin 1948, la ville était fondée. Au nom de Santa Fé fut rajouté, par vote de loi, la particule "do Sul" pour éviter la confusion avec un autre hameau du même nom de l'État. Antônio Sales Filho, élu député de l'État en 1950, avec d'autres parlementaires, réussit à élever le hameau à la condition de Municipalité en 1953.

## Économie
Santa Fé a une économie tournée vers l'"agrotourisme" (installation d'hôtels dans les fazendas -propriétés agricoles-, chambre d'hôtes, maisons de campagne) et le tourisme rural. Sur les bords des routes d'accès à la commune, des objets artisanaux en céramique par les femmes de la région sont exposés à la vente aux visiteurs de passage.
La production fruitière est axée sur le raisin, les mangues, les noix de coco, le café, les oranges, les mandarines, les citrons, les papayes et les bananes. Le reste de la production de légumes et céréales se fait autour du coton, des arachides, du riz, de la canne à sucre, des haricots, du manioc et du maïs (la production la plus importante, pour ce dernier) essentiellement. En matière d'élevage, les volailles, les bovins et les porcs dominent la production, à côté du lait. Un peu de caoutchouc (latex)est aussi produit. L'aire agricole occupe environ 20 000 ha.
Quelques industries de transformation complètent le paysage économique.
- Revenu per capita (2000) : 359,58 R$ (Change 2000 : 1,00 R$ = 4,00 FF)
 (Atlas du Développement Humain/PNUD - 2000)
- PIB per capita (2002) : 4 671,76 R$ (Change 2002 : 1,00 € = 3,30 R$)

## Éducation
La Municipalité possède des universités, les Facultés Intégrées de Santa Fé do Sul (Fisa), gérées par la Fondation Municipale de l'Enseignement et de la Culture (Funec), qui offrent des cours d'Administration, Pédagogie, Éducation physique, Odontologie, Kinésithérapie, Mathématiques, Lettres, Droit, Travail Social, Infirmiers et de Tourisme. 70 % des 3 000 étudiants viennent d'autres cités et/ou États. Une université du troisième âge a aussi été ouverte, avec plus de mille étudiants ayant plus de quarante-cinq ans.

## Maires
| Période | Période | Identité                        | Étiquette | Qualité             |
| ------- | ------- | ------------------------------- | --------- | ------------------- |
| 2001    | 2004    | Itamar Francisco Machado Borges | PMDB      | élu avec 7.555 voix |
| 2005    | 2008    | Itamar Francisco Machado Borges | PMDB      | élu avec 8.476 voix |
| 2009    | 2012    | Antônio Carlos Favaleça         | PSDB      |                     |

## Démographie
- Coefficient de mortalité infantile (1998) : 19,37 pour 1000 
(Datasus, Ministério da Saúde)
- Croissance démographique (2005) : 1,61 % par an
- Indice de Développement Humain (IDH) : 0,809
(Atlas du Développement Humain PNUD - 2000)
- 51,34 % de femmes
- 48,66 % d'hommes
- 93,96 % de la population est urbaine
- 6,04 % de la population est rurale

## Religion
Le christianisme est présent dans la ville comme suit:

### Église Catholique
L'église catholique de la commune fait partie du Diocèse de Jales.

### Église Protestante
Les croyances évangéliques les plus diverses sont présentes dans la ville, principalement pentecôtistes, notamment les Assemblées de Dieu brésiliennes (la plus grande église évangélique du pays),, Congrégation Chrétienne au Brésil, entre autres. Ces dénominations se développent de plus en plus dans tout le Brésil.